# 편수
편수는 북한의 만두 요리이다. 개성 지방에서 많이 먹는 여름 음식이다.

## 어원
고문헌에는 변시로 나오며 이는 중국어 匾食의 차용이다.

## 만들기
밀가루 반죽을 얇게 밀어 채소로 만든 소를 넣고 네 귀를 서로 붙여 끓는 물에 익혀 장국에 넣어 먹는다.

## 같이 보기
- 밴새
- 퍈세